# Lamprologus ocellatus
Lamprologus ocellatus — вид прісноводних окунеподібних риб родини цихлові (Cichlidae). Використовують в акваріумістиці.

## Опис
Максимально завдовжки сягає 5,8 см.
Самці L. ocellatus більші, й мають жовтий або апельсиновий край спинного плавця. Самиці значно менші, мають білу смугу на спинному плавці. Назва виникла внаслідок наявності плями на поверхні зябрових кришок, що нагадують ще одне око.

## Поширення
Вид поширений в Африці. Є ендеміком озера Танганьїка.

## Утримання
L. ocellatus — риби не для новачків. Як правило, вони з'являються в акваріумах більш досвідчених аматорів, що спеціалізуються на рибах з оз. Танганьїка.
L. ocellatus можливо утримувати в маленькому акваріумі (близько 20 літрів), хоча це серйозно впливає на кількість особин. Для кожної рибини має бути хоч одна порожня мушля й невеликий шар піску. Пісок зовсім не потрібен для утримання, його наявність дозволяє рибам мати природну поведінку. L. ocellatus використовують гвинтоподібні рухи хвоста для того, щоб сховати власну мушлю в піску. Цього неможливо досягти з важкими й великими зернами гравію.
Ці риби не вважаються агресивними в неволі. Тим не менш, вони будуть захищати свої мушлі, що знаходяться на їх території. Вони навіть можуть напасти на руку акваріуміста.
L. ocellatus потребують воду того ж складу, що й інші танганьїкські види. pH повинен бути в межах від 8,0 до 8,3 щонайменше (в оз. Танганьїка pH в діапазоні від 8,7 до 9,4). Мінеральна твердість (dH) повинна бути від 12 до 14. Температура повинна бути 23-27 °C.
Як і всі танганьїкські риби, L. ocellatus дуже чутливі до азотного циклу. Присутність аміаку або нітритів може виявитись токсичним для них. З цієї причини хороша фільтрація є необхідністю, регулярна підміна не менше 20% води щотижня.
Дуже важливо, щоб L. ocellatus не утримувались з більш агресивними сусідами, хижаками або значно більшими рибами. Не варто, також, тримати їх з рибами групи Мбуна (Mbuna), тим більше, великими цихлідами сусіднього оз. Малаві (Lake Malawi). Найкраще їх тримати з сусідами з природного біотопу. Хорошим вибором буде (але не обмежується) види родів Julidochromis, Cyprichromis та Synodontis.

## Годування
L. ocellatus є всеїдними, й будуть їсти будь-який акваріумний корм: пластівці, невеликі гранули, заморожені продукти й живих артемій, циклопів і дафній. Пам'ятайте:
- трубочника ніколи не давати, щоб уникнути бактеріальних захворювань;
- слід уникати багатобілкової дієти й корма рослинного походження;
- корму давати стільки, скільки риби з'їдять за 5-10 хв., слід уникати перегодовування;
- голодування один день на тиждень може бути корисним оскільки дозволяє очиститись шлунково-кишковому тракту;
- як і для інших риб, забарвлення Lamprologus ocellatus виграє від годування їжею, що багата на бета-каротин і кантаксантин (напр., червоний циклоп).

## Розмноження
Самці цього виду можуть нереститись (не одночасно) з декількома самицями. Ікра відкладається всередину мушлі. Личинки з'являються, приблизно, через 3 дні. Мальки починають самостійно плавати десь за тиждень, підгодовувати їх потрібно наупліями артемій.